# Anders Jahan Retzius
Anders Jahan Retzius (ur. 3 października 1742 w Kristianstad, zm. 6 października 1821 w Sztokholmie) – szwedzki botanik, chemik i entomolog.

## Życie zawodowe
Studiował filozofię na Uniwersytecie w Lund, międzyczasie odbywał też praktyki w lokalnej aptece. W 1766 roku zdobył tytuł magistra, został jednak na uczelni przyjmując stanowisko docenta chemii, a rok później, także historii naturalnej. W 1777 mianowano go profesorem nadzwyczajnym historii naturalnej, lecz do przejścia na emeryturę w 1812 roku piastował także inne funkcje, m.in. wykładowcy ekonomii oraz chemii.
Retzius od 1782 roku był członkiem Królewskiej Szwedzkiej Akademii Nauk.
W swoich pracach opisał wiele nowych gatunków owadów i roślin, zdobywając szerokie uznanie na polu ich klasyfikowania.

## Uczniowie
Do najbardziej znanych uczniów Andersa Jahana Retziusa należeli:
- Carl Adolph Agardh - botanik
- Sven Nilsson - archeolog i zoolog
- Carl Fredrik Fallén - botanik i entomolog
- Johan Wilhelm Zetterstedt - entomolog
- Elias Fries - botanik i mykolog

## Życie prywatne
Był ojcem Andersa Retziusa - anatoma, oraz dziadkiem Gustafa Retziusa - neurologa.